# Nohup
nohup은 HUP(hangup) 신호를 무시하도록 만드는 POSIX 명령어이다. HUP 신호는 전통적으로 터미널이 의존 프로세스들에게 로그아웃을 알리는 방식이다.
일반적으로 터미널로 향하는 출력은 별도로 넘겨주기 처리를 하지 않았을 경우 nohup.out이라는 이름의 파일로 출력된다.

## 사용
아래의 명령 중 첫 번째 항목은 백그라운드에 abcd라는 프로그램을 시작한다. 그 뒤 로그아웃을 하더라도 이 프로그램의 프로세스를 중단하지는 않는다.
```
$ nohup abcd &
$ exit
```

위 방법을 사용하면 로그아웃을 할 때 프로세스가 정지(stop) 신호를 내보내는 것을 막을 수 있지만 표준 입출력 파일(stdin, stdout, stderr)에 대해 입출력을 수신하면 터미널에 행(hang)이 걸리게 된다.
nohup은 프로세스의 우선 순위를 낮추기 위해 nice 명령어와 결합해서 사용할 수 있다.
```
$ nohup nice abcd &
```

## 행의 극복
nohup으로 백그라운드 처리된 작업들은 원격 SSH 세션을 로그오프할 때 일반적으로 이들의 종료를 막기 위해 사용된다. 이 상황에서 발생할 수 있는 또 다른 문제는 ssh가 로그오프(행)을 거부하는 것인데, 그 이유는 백그라운드 작업들에 대한 데이터 손실을 거부하기 때문이다. 이 문제는 3개의 모든 입출력 스트림을 리다이렉션 처리함으로써 극복할 수 있다.
```
$ nohup ./myprogram > foo.out 2> foo.err < /dev/null &
```

SSH 세션을 닫으면 무조건 의존 프로세스들에 HUP 신호를 보내지 않게 된다. 이는 의사 터미널의 할당 여부에 따라 달라진다.